# Anton Gylfi Pálsson
Anton Gylfi Pálsson ist ein isländischer Handballschiedsrichter.
Gemeinsam mit seinem Partner Jónas Elíasson bildet Anton ein Schiedsrichtergespann. Zusammen leiteten sie unter anderem Spiele bei der Frauen-Weltmeisterschaft 2015 in Dänemark, beim olympischen Handballturnier 2016 in Rio de Janeiro, bei der Europameisterschaft 2020 in Norwegen, Österreich und Schweden, bei der Europameisterschaft 2022 in Ungarn und der Slowakei sowie bei der Europameisterschaft 2024 in Deutschland. Zudem sind sie regelmäßig in der EHF Champions League und in der EHF European League im Einsatz.
Zuvor bildete Anton bereits mit Hlynur Leifsson ein Gespann, mit dem er unter anderem bei der Frauen-Europameisterschaft 2008 in Mazedonien, bei der Europameisterschaft 2012 in Serbien und bei der Weltmeisterschaft 2013 in Spanien im Einsatz war.